# Nora von Waldstätten
Nora von Waldstätten (de fapt Nora Marie Theres Waldstätten; n. 1 decembrie 1981, Viena, Austria) este o actriță austriacă.

## Date biografice
Nora provine dintr-o familie nobiliară austriacă, baronilor de Waldstätten⁠(de)[traduceți], strănepoata generalului Egon baron de Waldstätten⁠(de)[traduceți]. Între anii 2003 - 2007 termină studiul dramaturgiei la Universitatea de Arte din Berlin. Deja în timpul studiului a început să joace diferite roluri în filme cinematografice sau în serialul TV Tatort. Din anul 2007 trăiește în Berlin și poate fi văzută în diferite roluri la Teatrul German din Berlin.

## Filmografie (selectată)
- 2004: 2nd and A
- 2004: Jargo⁠(en)[traduceți]

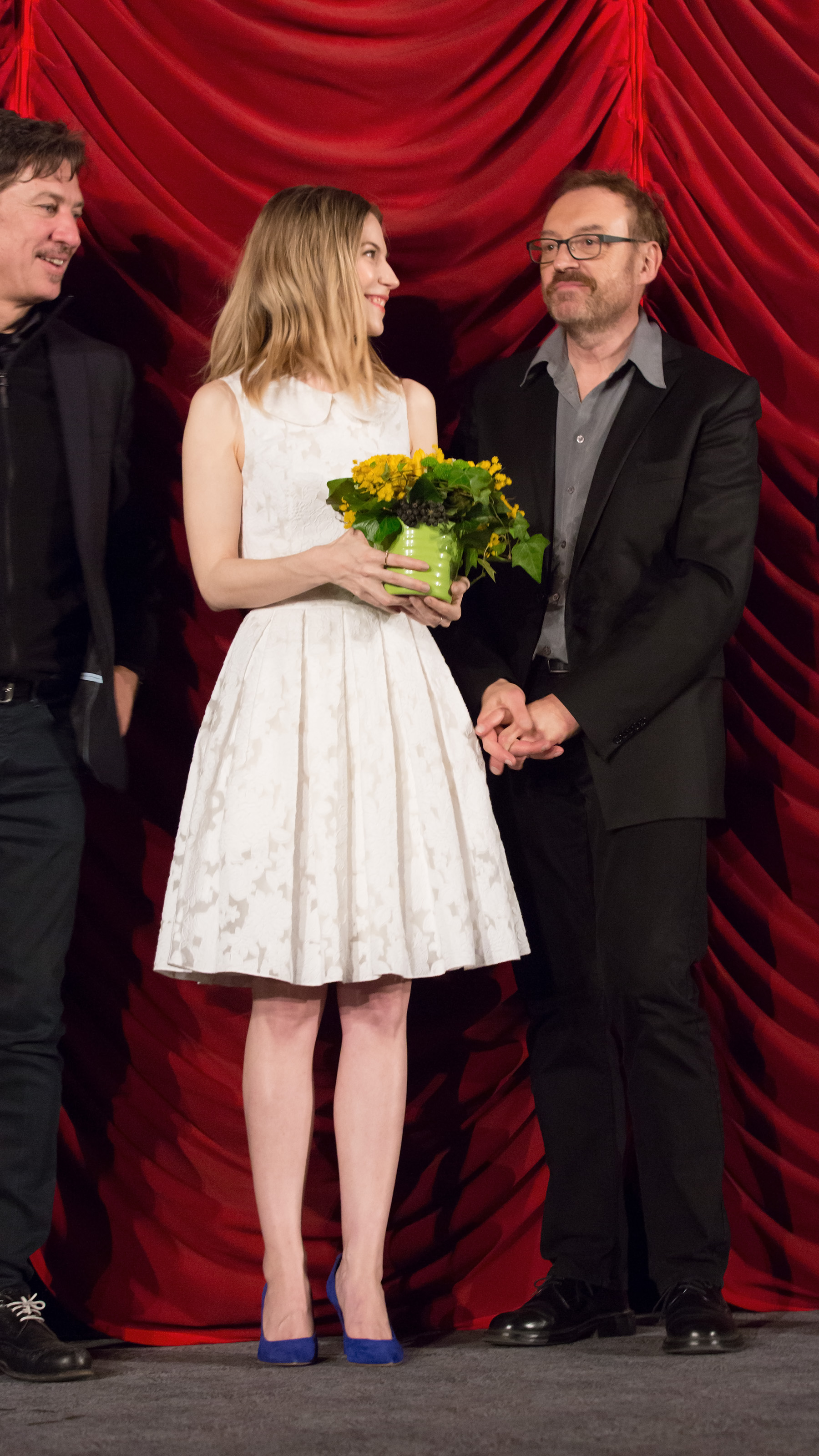
La premiera filmului „Das ewige Leben” (Viața veșnică, Viena, 2015 cu Josef Hader, Tobias Moretti

- 2005: Falscher Bekenner (Mărturitor fals)
- 2005: Tatort – Der Frauenflüsterer (Cunoscătorul femeilor)
- 2007: The Other Possibility
- 2008: Meine fremde Tochter (Fiica mea stranie)
- 2008: Tangerine
- 2009: Contesa⁠(de)[traduceți]
- 2009: Tatort – Herz aus Eis (Inimă de gheață)
- 2009: Schwerkraft (Gravitație)
- 2009: Parcurs⁠(de)[traduceți] (Parcurs)
- 2010: Carlos – Der Schakal (Carlos - șacalul)
- 2010: Ein Fall für zwei – Zwischen den Fronten (Între fronturi)
- 2011: Nachtschicht – Ein Mord zu viel (Un asasinat prea mult)
- 2011: Polizeiruf 110 – Die verlorene Tochter (Fiica pierdută)
- 2012: Die Tore der Welt (World Without End; Fernseh-Mehrteiler)
- 2013: Das Adlon. Eine Familiensaga (Fernseh-Mehrteiler)
- 2013: Woyzeck
- 2013: Oktober November
- 2014: Fünf Freunde 3 (Cinci prieteni)
- 2014: Blutsschwestern/Die Tote in der Berghütte (Moarta în cabana de munte)
- 2014: Die Spiegel-Affäre
- 2014: Die Toten vom Bodensee (Morții de la Bodensee) (Film TV)
- 2015: Das ewige Leben (Viața veșnică)
- 2015: Die Toten vom Bodensee – Familiengeheimnis ((Film TV))
- 2015: Altes Geld ((Serie TV)) (Bani vechi)
- 2015: Die dunkle Seite des Mondes (Partea întunecată a lunii)
- 2016: Die Toten vom Bodensee – Stille Wasser (Morții de la Bodensee - ape taciturne) (Film TV)

## Piese de teatru (selectate)
- 2007: Martin Heckmanns, Ein Teil der Gans (Deutsches Theater Berlin)
- 2007: Elfriede Jelinek, Über Tiere (Deutsches Theater Berlin)
- 2010: Christoph Nussbaumeder, Die Kunst des Fallens (Schauspiel Köln)
- 2010: Georg Büchner/Ödön von Horvath/Barbi Markovic, Ausgehen 1–3 (Schauspiel Köln)